# St. Maximin (Düssel)

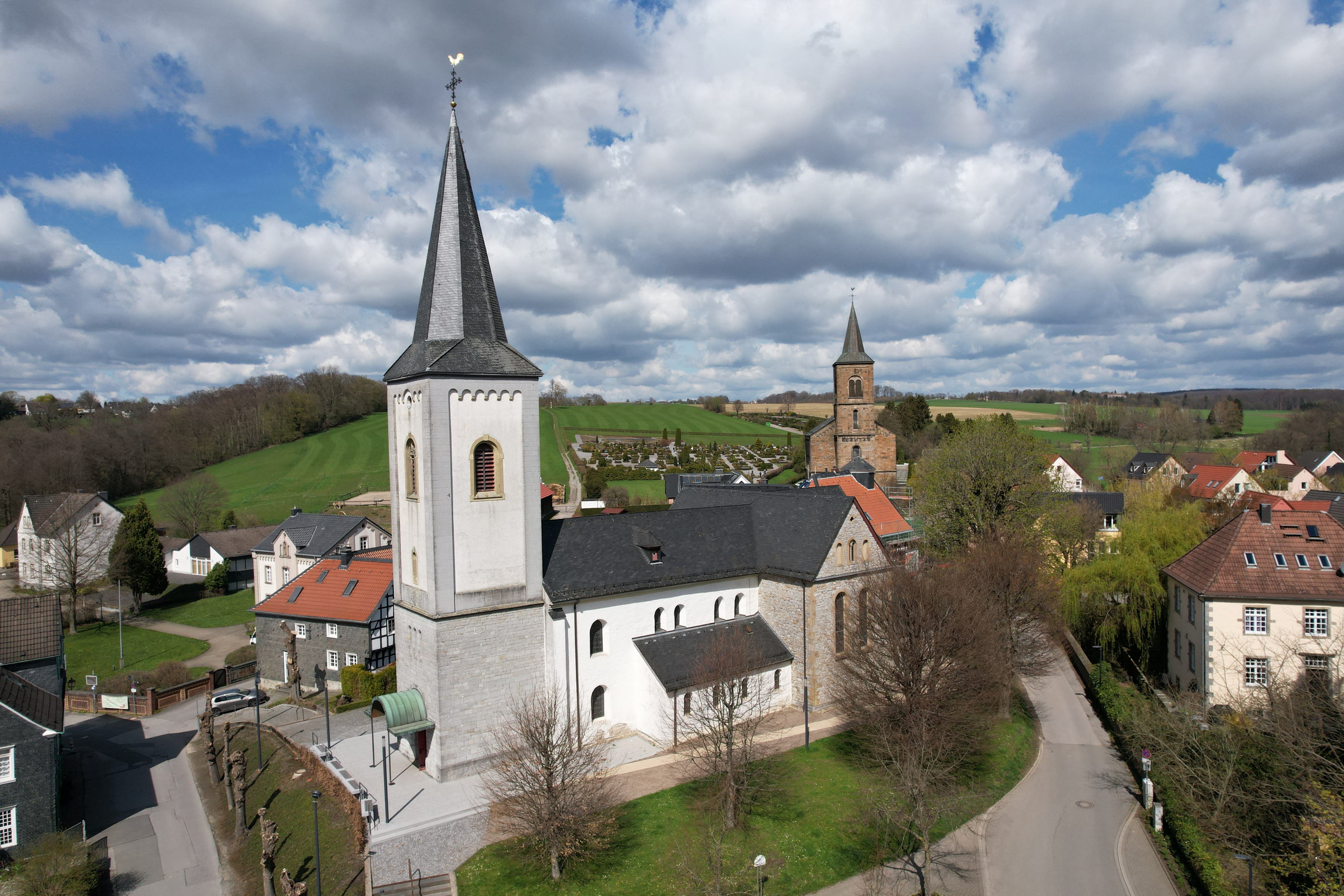
St. Maximin

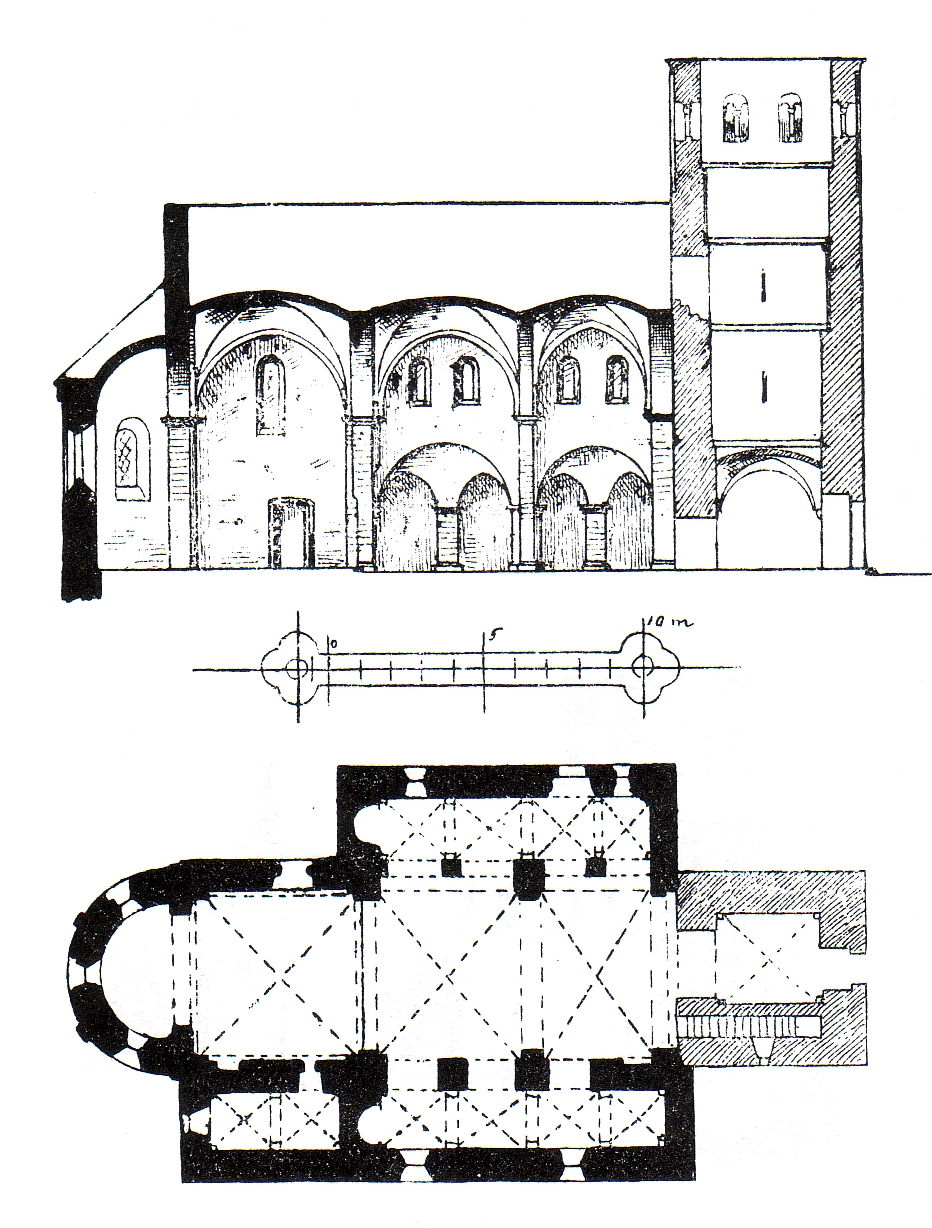
Grundriss und Querschnitt vor der Erweiterung

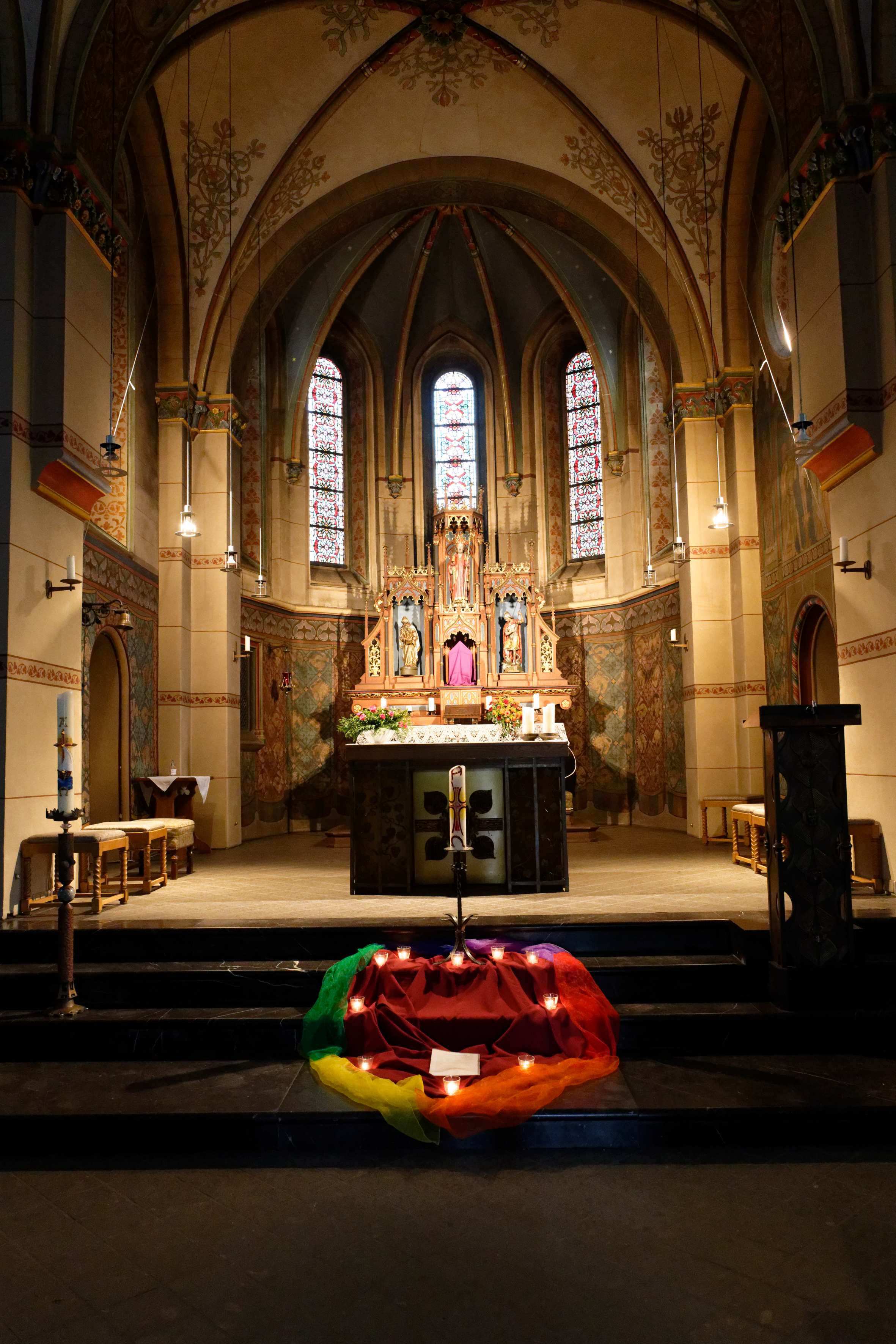
Altar

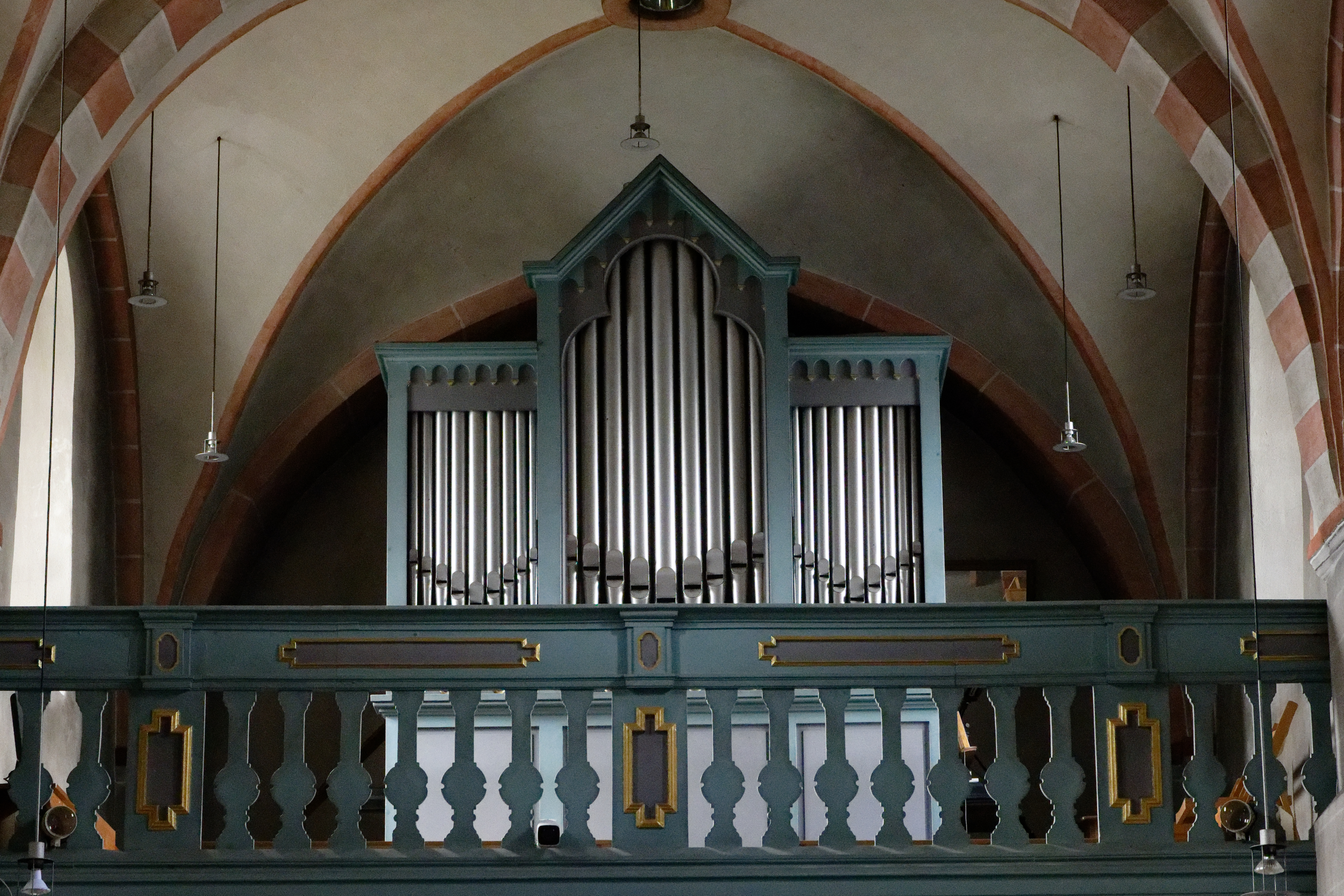
Orgel

Die Kirche St. Maximin ist eine römisch-katholische Kirche im zu Wülfrath gehörenden Ortsteil Düssel.

## Geschichte
Das Kirchengebäude stammt aus dem frühen 12. Jahrhundert und gilt als eines der ältesten bestehenden Bauwerke im Bergischen Land. Aufgrund einer im Turm eingelassenen Jahreszahl in Form von vier Eisenankern wird 1111 als Baujahr betrachtet. Der Kunsthistoriker Paul Clemen hat dieser Datierung widersprochen und spricht von einer „falschen Deutung“ der vier Eisenanker („I I I I“). Bei dem Gebäude handelt es sich um eine romanische  Pfeilerbasilika.
Im Jahr 1246 wurde die Kirche erstmals urkundlich erwähnt, als sie der Propstei des Stiftes St. Gereon angegliedert wurde.
1612 schloss sich die Gemeinde der Reformation an, wechselte aber 1652 zurück zum katholischen Glauben. Zusammen mit den Kirchen von Gruiten, Schöller und Sonnborn gehörte sie zu den sogenannten „vier Kapellen“.
1855 wurden umfangreiche Umbau- und Erweiterungsarbeiten vorgenommen. Dabei wurde das Langhaus gestreckt und ein Querschiff ergänzt, um der wachsenden Gemeinde Rechnung zu tragen. 1863 wurde der im romanischen Stil errichtete baufällige Turm abgerissen und durch einen Neubau ersetzt. Bereits 1888/89 wurde das erhaltene Mittelschiff durch ein Querschiff mit Chorquadrat ersetzt.
1972/73 und 1999/2001 fanden umfangreiche Sanierungsarbeiten statt. Mit dem am 28. November 2010 stattgefundenen Hochamt begann die Zelebrierung des 900-jährigen Jubiläums der Kirche, das bis ins Jahr 2011 reichte.

## Sonstiges
Die Gemeinde St. Maximin betreut die St.-Mariae-Empfängnis-Kapelle in Wuppertal-Schöller.